# Marvaux-Vieux
Marvaux-Vieux est une commune française, située dans le département des Ardennes en région Grand Est.

## Géographie
| Liry  |                          | Monthois |
| Aure  | Marvaux-Vieux            | Séchault |
| Manre | Ardeuil-et-Montfauxelles |          |

### Hydrographie
La commune est dans la région hydrographique « la Seine du confluent de l'Oise (inclus) à l'embouchure » au sein du bassin Seine-Normandie. Elle est drainée par le ruisseau d'Alin, le Fossé d'Ivrogne, le Fossé 02 de la commune d'Ardeuil-et-Montfauxelles, le ruisseau de la Cheppe, le Bouillon, le Fossé 02 de la commune de Marvaux-Vieux, le Fossé 01 de la commune de Marvaux-Vieux et le ruisseau des Dues,.
Le ruisseau d'Alin, d'une longueur de 17 km, prend sa source dans la commune d'Aure et se jette  dans l'Aisne à Brécy-Brières, après avoir traversé huit communes.

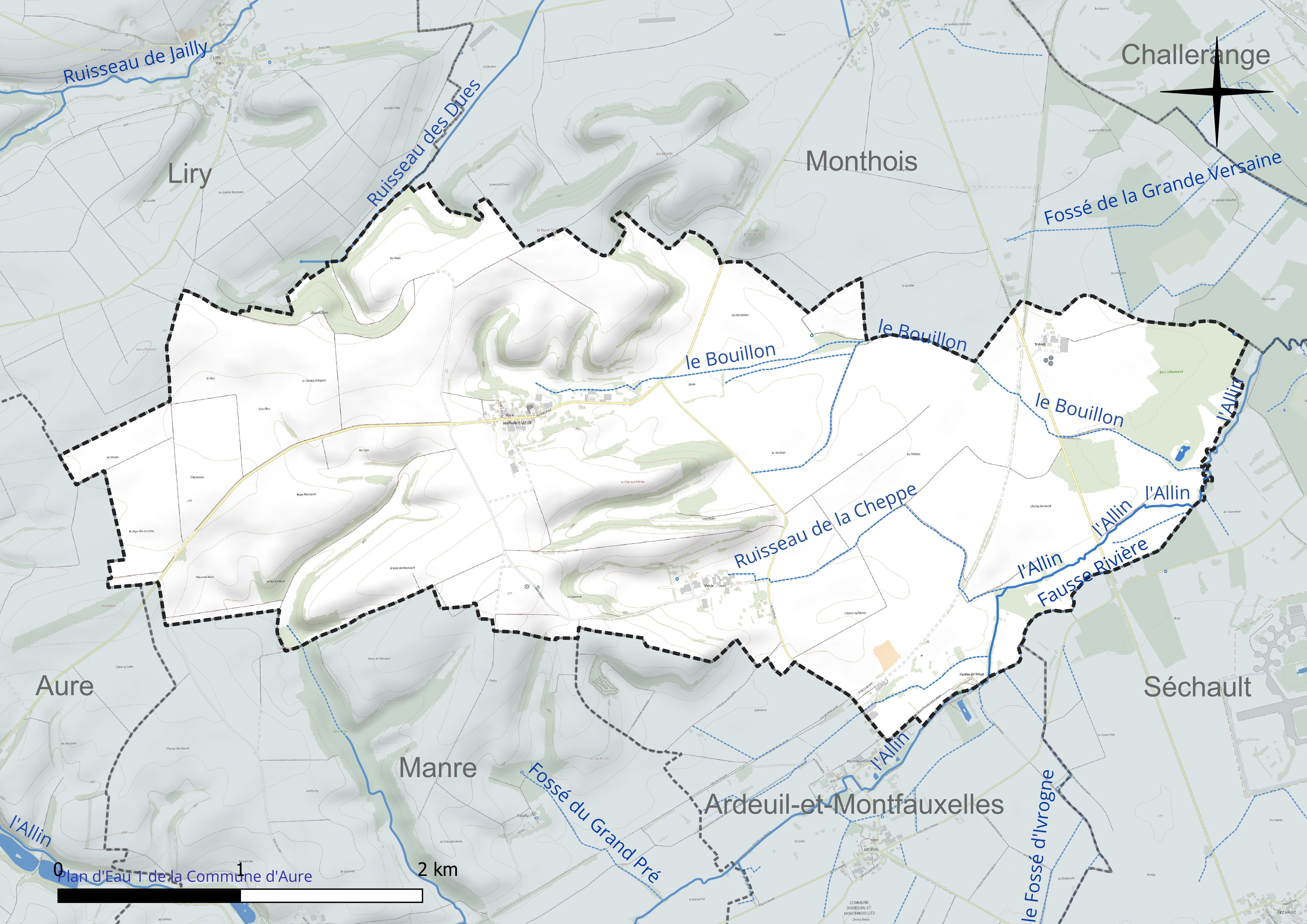
Réseau hydrographique de Marvaux-Vieux.

### Climat
Pour des articles plus généraux, voir Climat du Grand Est et Climat des Ardennes.
En 2010, le climat de la commune est de type climat des marges montargnardes, selon une étude du Centre national de la recherche scientifique s'appuyant sur une série de données couvrant la période 1971-2000. En 2020, Météo-France publie une typologie des climats de la France métropolitaine dans laquelle la commune est exposée à un climat océanique altéré et est dans la région climatique Nord-est du bassin Parisien, caractérisée par un ensoleillement médiocre, une pluviométrie moyenne régulièrement répartie au cours de l’année et un hiver froid (3 °C).
Pour la période 1971-2000, la température annuelle moyenne est de 10,1 °C, avec une amplitude thermique annuelle de 15,9 °C. Le cumul annuel moyen de précipitations est de 848 mm, avec 12,9 jours de précipitations en janvier et 9 jours en juillet. Pour la période 1991-2020, la température moyenne annuelle observée sur la station météorologique de Météo-France la plus proche, « Montcheutin_sapc », sur la commune de Montcheutin à 10 km à vol d'oiseau, est de 11,0 °C et le cumul annuel moyen de précipitations est de 721,9 mm. 
La température maximale relevée sur cette station est de 41,2 °C, atteinte le 25 juillet 2019 ; la température minimale est de −15,5 °C, atteinte le 20 décembre 2009,,.
Les paramètres climatiques de la commune ont été estimés pour le milieu du siècle (2041-2070) selon différents scénarios d'émission de gaz à effet de serre à partir des nouvelles projections climatiques de référence DRIAS-2020. Ils sont consultables sur un site dédié publié par Météo-France en novembre 2022.

## Urbanisme

### Typologie
Au 1er janvier 2024, Marvaux-Vieux est catégorisée commune rurale à habitat très dispersé, selon la nouvelle grille communale de densité à 7 niveaux définie par l'Insee en 2022.
Elle est située hors unité urbaine et hors attraction des villes,.

### Occupation des sols
L'occupation des sols de la commune, telle qu'elle ressort de la base de données européenne d’occupation biophysique des sols Corine Land Cover (CLC), est marquée par l'importance des territoires agricoles (96,8 % en 2018), une proportion sensiblement équivalente à celle de 1990 (97,2 %). La répartition détaillée en 2018 est la suivante : 
terres arables (80,7 %), zones agricoles hétérogènes (9,7 %), prairies (6,4 %), forêts (2,8 %), milieux à végétation arbustive et/ou herbacée (0,4 %). L'évolution de l’occupation des sols de la commune et de ses infrastructures peut être observée sur les différentes représentations cartographiques du territoire : la carte de Cassini (XVIIIe siècle), la carte d'état-major (1820-1866) et les cartes ou photos aériennes de l'IGN pour la période actuelle (1950 à aujourd'hui).

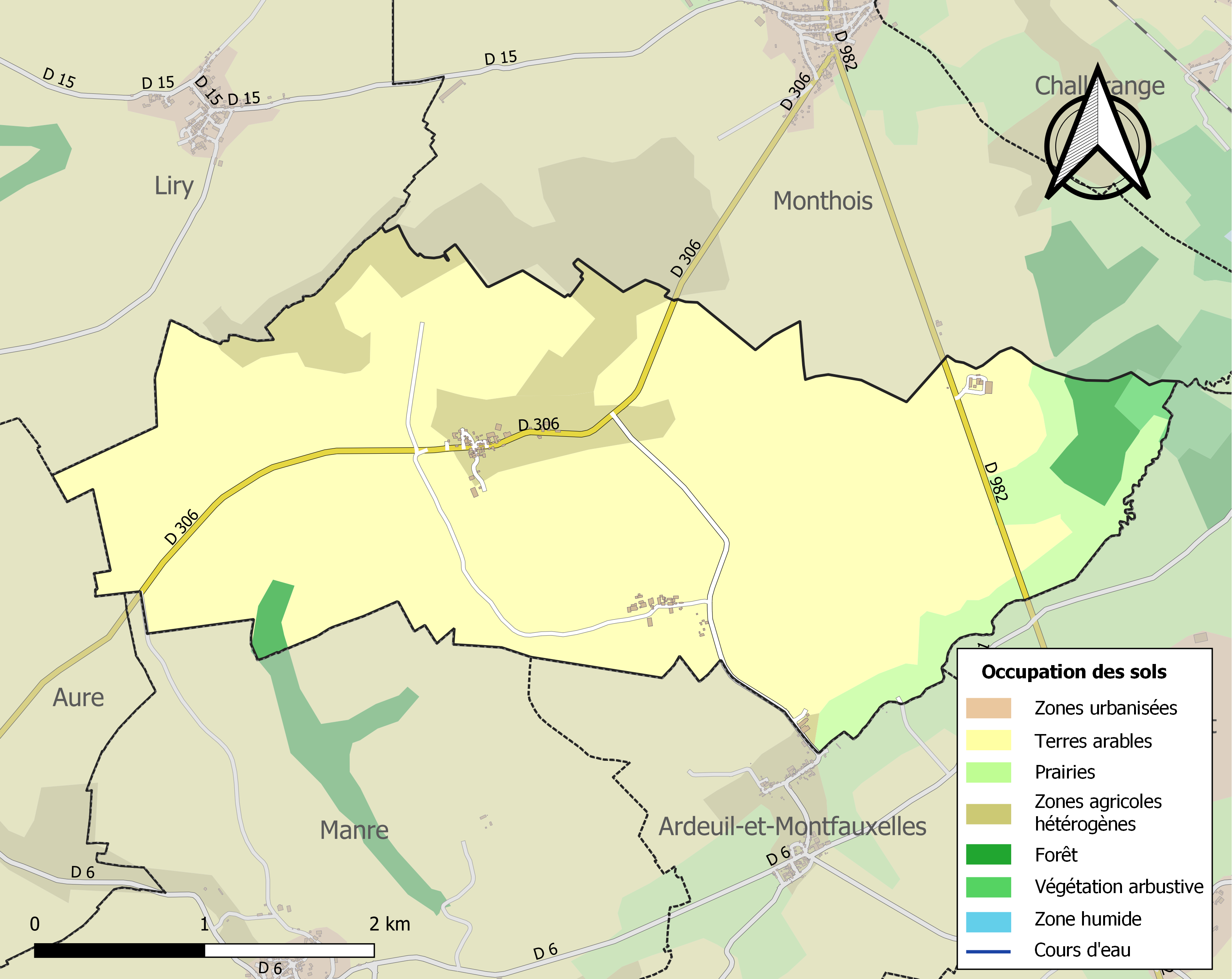
Carte des infrastructures et de l'occupation des sols de la commune en 2018 (CLC).

## Politique et administration
| Période                                  | Période                   | Identité                                       | Étiquette | Qualité              |
| ---------------------------------------- | ------------------------- | ---------------------------------------------- | --------- | -------------------- |
| avant 1875                               | après 1879                | A. Soudant                                     |           |                      |
| maire en 1968                            | ?                         | Jean-Marie Soudant                             | CD        | Agriculteur          |
| mars 2001                                | septembre 2016            | Dominique Robin                                |           | Agriculteur retraité |
| novembre 2016                            | En cours (au 27 mai 2020) | Dominique Robin Réélu pour le mandat 2020-2026 |           | Agriculteur          |
| Les données manquantes sont à compléter. |                           |                                                |           |                      |

## Démographie
L'évolution du nombre d'habitants est connue à travers les recensements de la population effectués dans la commune depuis 1793. Pour les communes de moins de 10 000 habitants, une enquête de recensement portant sur toute la population est réalisée tous les cinq ans, les populations de référence des années intermédiaires étant quant à elles estimées par interpolation ou extrapolation. Pour la commune, le premier recensement exhaustif entrant dans le cadre du nouveau dispositif a été réalisé en 2006.

En 2022, la commune comptait 70 habitants, en évolution de −4,11 % par rapport à 2016 (Ardennes : −2,97 %, France hors Mayotte : +2,11 %).
| 1793 | 1800 | 1806 | 1821 | 1831 | 1836 | 1841 | 1846 | 1851 |
| ---- | ---- | ---- | ---- | ---- | ---- | ---- | ---- | ---- |
| 201  | 207  | 221  | 207  | 334  | 328  | 292  | 300  | 289  |

| 1866 | 1872 | 1876 | 1881 | 1886 | 1891 | 1896 | 1901 | 1906 |
| ---- | ---- | ---- | ---- | ---- | ---- | ---- | ---- | ---- |
| 245  | 230  | 219  | 215  | 223  | 207  | 186  | 178  | 174  |

| 1911 | 1921 | 1926 | 1931 | 1936 | 1946 | 1954 | 1962 | 1968 |
| ---- | ---- | ---- | ---- | ---- | ---- | ---- | ---- | ---- |
| 189  | 234  | 171  | 165  | 169  | 140  | 166  | 148  | 136  |

| 1975 | 1982 | 1990 | 1999 | 2006 | 2011 | 2016 | 2021 | 2022 |
| ---- | ---- | ---- | ---- | ---- | ---- | ---- | ---- | ---- |
| 118  | 113  | 89   | 73   | 67   | 73   | 73   | 72   | 70   |

## Lieux et monuments
- Église Saint-Denis de Marvaux.
- Église Saint-Étienne de Vieux.

## Personnalités liées à la commune
- Jean Morel (1539-1633), poète français en langue latine, né à Avesgres, ancien village qui se trouvait sur les communes de Marvaux-Vieux et de Séchault.